# Klaas Kornelis Kooij
Klaas Kornelis Kooij  (Stavoren, 7 mei 1804, Sneek, 19 april 1885) was landmeter bij het kadaster in Sneek. Hij was lid van het dijksbestuur en gedeputeerde van Wijmbritsereadeel. Als dijkbestuurder was hij actief bij de waterhuishouding van west Friesland. Hij maakte een ontwerp van een verbeterde vaarweg van Groningen naar de sluis bij Lemmer door de meren heen. Hij heeft dit plan aangeboden aan de Staten van Friesland, die het ter kennisname hebben aangenomen en er niets mee hebben gedaan. 
Enkele jaren daarvoor had hij een commentaar geschreven over het plan tot droogmaking van de Zuiderzee door Van Diggelen en andere plannen zoals dat van Jan Anne Beijerinck. Hij vond het plan van Van Diggelen te ambitieus (ook inpolderen van de Waddenzee) en vindt dat het plan van Beijerinck een dijk heeft die te veel naar het zuiden ligt (en voor Friesland dus helemaal niet aantrekkelijk is). Zijn voorstel is om een dijk van Wieringen naar Zurich aan te leggen (dus op de locatie van de huidige Afsluitdijk).
- International Standard Name Identifier: 0000 0003 9118 3326
- Virtual International Authority File: 284979941